# بيع منزلك المسكون
بيع منزلك المسكون (بالكورية: 대박부동산)؛ هو مسلسل تلفزيوني كوري جنوبي، من بطولة جانغ نارا وجونغ يونغ هوا وكانغ هونغ سيوك، عرض على قناة كي بي إس 2 بدءًا من 14 أبريل 2021، وبث يومي الأربعاء والخميس في تمام الساعة 21:30 بتوقيت كوريا.

## القصة
تدور أحداث القصة حول سماسرة العقارات الذين يطردون وينظفون المباني التي تتكرر فيها الأشباح والتي ويموت فيها الناس. على الرغم من أن هونغ جي آه رئيسة وطاردة الأرواح الشريرة في شركة ديباك العقارية تبدو مثالية بجمالها وذكائها، إلاّ أنها في الواقع طاردة للأرواح شديدة الغضب تأتي قبضتها قبل كلماتها. قدرتها على طرد الأرواح الشريرة انتقلت لها من والدتها. أوه إن بوم هو فنان محتال لا يؤمن بالأشباح ولكنه يستخدمها لكسب المال. لديه مجموعة مثالية من المهارات في الاحتيال، حيث يكون قادرًا على استخدام مهاراته العظيمة في الملاحظة والاستدلال لتحديد الأسباب والتأثيرات بالإضافة إلى التنبؤات المستقبلية لأي موقف. ستعمل هونغ جي آه مع أوه إن بوم لحل السر وراء وفاة والدتها قبل 20 عامًا.

## بطولة

### الشخصيات الرئيسية:[5][6]
- جانغ نارا بدور هونغ جي أه، مطاردة الأرواح الشريرة ومالكة شركة ديباك العقارية.
- جونغ يونغ هوا بدور أوه أي بيوم، محتال يكسب المال باستخدام قضايا الأشباح.
- كانغ هونغ سيوك بدور المدير هيو جي تشيول.

### أخرون:[7][8][9][10]
- آهن جيل كانغ في دور دو هاك سيونغ، رئيس شركة دوهاك للإنشاءات.
- كانغ مال غوم في منصب نائب المدير جو.
- هيو دونج وون بدور كيم تاي جين.
- بايك ايون هي في دور هونغ مي جين، والدة هونغ جي أه.

## المشاهدات
| الموسم | الموسم | رقم الحلقة | رقم الحلقة | رقم الحلقة | رقم الحلقة | رقم الحلقة | رقم الحلقة | رقم الحلقة | رقم الحلقة | رقم الحلقة | رقم الحلقة | رقم الحلقة | رقم الحلقة | رقم الحلقة | رقم الحلقة | رقم الحلقة | رقم الحلقة | المتوسط     |
| الموسم | الموسم | 1          | 2          | 3          | 4          | 5          | 6          | 7          | 8          | 9          | 10         | 11         | 12         | 13         | 14         | 15         | 16         | المتوسط     |
| ------ | ------ | ---------- | ---------- | ---------- | ---------- | ---------- | ---------- | ---------- | ---------- | ---------- | ---------- | ---------- | ---------- | ---------- | ---------- | ---------- | ---------- | ----------- |
|        | 1      | 958        | 1075       | 1140       | 1056       | 1211       | 1149       | 1209       | 1120       | 1150       | 1128       | 1293       | 1230       | 1043       | 1040       | 1046       | 1023       | ستُعلن لاحقًا |

| الحلقة | جزء | تاريخ البث    | تقييمات (اي بي جي نيلسن). | تقييمات (اي بي جي نيلسن). |
| الحلقة | جزء | تاريخ البث    | على الصعيد الوطني         | سيول                      |
| ------ | --- | ------------- | ------------------------- | ------------------------- |
| 1      | 1   | 14 أبريل 2021 | 4.1%                      | —                         |
| 1      | 2   | 14 أبريل 2021 | 5.3%                      | 4.9%                      |
| 2      | 1   | 15 أبريل2021  | 3.7%                      | —                         |
| 2      | 2   | 15 أبريل2021  | 5.6%                      | 5.2%                      |
| 3      | 1   | 21 أبريل 2021 | 3.7%                      | —                         |
| 3      | 2   | 21 أبريل 2021 | 5.9%                      | 5.7%                      |
| 4      | 1   | 22 أبريل 2021 | 3.7%                      | —                         |
| 4      | 2   | 22 أبريل 2021 | 5.3%                      | 4.7%                      |
| 5      | 1   | 28 أبريل 2021 | 5.0%                      | 4.9%                      |
| 5      | 2   | 28 أبريل 2021 | 6.3%                      | 5.9%                      |
| 6      | 1   | 29 أبريل 2021 | 3.9%                      | —                         |
| 6      | 2   | 29 أبريل 2021 | 5.9%                      | 5.8%                      |
| 7      | 1   | 5 مايو 2021   | 4.1%                      | —                         |
| 7      | 2   | 5 مايو 2021   | 6.1%                      | 5.4%                      |
| 8      | 1   | 6 مايو 2021   | 4.0%                      | —                         |
| 8      | 2   | 6 مايو 2021   | 5.9%                      | 5.4%                      |
| 9      | 1   | 12 مايو 2020  | —                         | —                         |
| 9      | 2   | 12 مايو 2020  | 5.8%                      | 4.9%                      |
| 10     | 1   | 13 مايو 2021  | 4.5%                      | —                         |
| 10     | 2   | 13 مايو 2021  | 5.9%                      | 5.4                       |
| 11     | 1   | 19 مايو 2021  | 4.4%                      | —                         |
| 11     | 2   | 19 مايو 2021  | 6.5%                      | 6.0%                      |
| 12     | 1   | 20 مايو 2021  | 5.1%                      | —                         |
| 12     | 2   | 20 مايو 2021  | 6.9%                      | 6.2%                      |
| 13     | 1   | 26 مايو 2021  | 3.9%                      | —                         |
| 13     | 2   | 26 مايو 2021  | 5.9%                      | 5.3%                      |
| 14     | 1   | 2 يونيو 2021  | 4.0%                      | —                         |
| 14     | 2   | 2 يونيو 2021  | 5.3%                      | 5.1%                      |
| 15     | 1   | 3 يونيو 2021  | 4.6%                      | —                         |
| 15     | 2   | 3 يونيو 2021  | 5.8%                      | 5.4                       |
| 16     | 1   | 9 يونيو 2021  | 4.3%                      | —                         |
| 16     | 2   | 9 يونيو 2021  | 5.5%                      | 5.0%                      |

## الإنتاج

### صناعة
تم التخطيط لها من قبل مقر كي بي إس دراما، يتولى إدارة إنتاج هذه الدراما كي مين سوو كامنتج تنفيذي، وانتاجه من قبل مونستر ينين التابعة لكي بي اس بتعاون مع ماي كوين بيكتشرز. الدراما من أخراج بارك جين سيوك الذي عمل على المدرسة 2017. ومن كتابة كل من ها سوو جين وجونغ ايون سيو ولي يونغ هوا.

### الاختيار
في 21 سبتمبر 2020، أفيد أن جانغ نارا وجونغ يونغ هوا تلقيا اقتراحًا للعمل معا في دراما غامضة وأنهما يفكران في الأمر بشكل إيجابي. في نوفمبر 2020 أكدت شركة Monster Union للإنتاج الدرامي التابعة لي قناة KBS ان دراما ديباك العقارية ستكون للنصف الأول من عام 2021. في 12 فبراير 2021 أفيد أن نارا ويونغ هوا كانا يستعدان للدراما. يجمع المسلسل شمل كل من كانغ هونغ سيوك وبايك ايون هي معًا مرة أخرى بعد دراما tvN ، ما خطب السكرتيرة كيم؟ (2018). وتجمع الدراما ايضاً كل من أهن جيل كانغ وبايك جي وون مرة أخرى معا بعد الدرامة العائلية «مرة أخرى» التي تم بثها عام 2020.

## روابط خارجية
- بيع منزلك المسكون على موقع IMDb (الإنجليزية)
- بيع منزلك المسكون على موقع نتفليكس (الإنجليزية)
- بيع منزلك المسكون على موقع ليتربوكسد (الإنجليزية)
- بيع منزلك المسكون على موقع كينوبويسك (الروسية)
- بيع منزلك المسكون على موقع قاعدة بيانات الفيلم (الإنجليزية)